# Krzepice
Krzepice è un comune urbano-rurale polacco del distretto di Kłobuck, nel voivodato della Slesia.
Ricopre una superficie di 78,81 km² e nel 2004 contava 9 407 abitanti.